# Sao nhái
Sao nhái hay rau nhái (danh pháp khoa học: Cosmos bipinnatus) là một loài thực vật có hoa trong họ Cúc. Loài này được Cav. mô tả khoa học đầu tiên năm 1791.